# Pandemonium (album av Cavalera Conspiracy)
Pandemonium är det tredje studioalbumet av thrash metal-bandet Cavalera Conspiracy. Albumet släpptes den 30 oktober  i Europa, den 3 november i Storbritannien och den 4 november 2014 i Nordamerika. Detta är också det första albumet inspelat med Nate Newton (Converge, Old Man Gloom) på bas.

## Låtlista
1. "Babylonian Pandemonium" - 3:35
2. "Bonzai Kamikaze" - 4:04
3. "Scum" - 2:28
4. "I, Barbarian" - 3:24
5. "Cramunhão" - 5:28
6. "Apex Predator" - 3:45
7. "Insurrection" - 3:49
8. "Not Losing the Edge" - 5:10
9. "Father of Hate" - 3:31
10. "The Crucible" - 3:27
11. "Deus Ex Machina" (Bonusspår) - 6:29
12. "Porra" (Bonusspår) - 5:59

## Medverkande
- Max Cavalera - sång, gitarr
- Igor Cavalera - trummor
- Marc Rizzo - gitarr
- Nate Newton - bas, sång på "The Crucible"